# كارين لوشت
كارين لوشت (بالإنجليزية: Karin Lochte)‏ (من مواليد 20 سبتمبر 1952) وهي متخصصة في علم المحيطات وباحثة متخصصة فيتغير المناخ. في عام 2007 ، أصبحت مديرةً لمعهد ألفريد فيغنر في بريمرهافن، بالإضافة إلى كونها رئيسة لجنة إدارة جامعة جاكوبس بريمن.

## تعليمها
ولدت لوشت في هانوفر. حصلت على درجة الدكتوراه في علم الأحياء البحرية في الكلية الجامعية في شمال ويلز في عام 1984. بعد أن حصلت على درجة الدكتوراه، عملت في علم الأحياء المجهرية في أعماق البحار في «معهد علوم البحار» ، جامعة كيل. وفي وقت سابق من حياتها المهنية، كانت لوشت أستاذة في علم المحيطات البيولوجية في معهد ليبنيز للعلوم البحرية في جامعة كريستيان-بريشتس في كييل حيث تولت وحدة بحث ركزت على الدورات الكيميائية في البحر. ألقت محاضرة في علم المحيطات الحيوية في جامعة روستوك وجامعة كيل في الفترة من 1995 إلى 2000 ، ثم في معهد لايبنتس لأبحاث بحر البلطيق في فارنيموند حتى عام 2007. وكانت أيضًا منسقة المشروع لقاعدة البيانات الأطلسية لعمليات التبادل في قاع البحر العميق. (ADEPD) وهو مشروع بحث بحري يموله الاتحاد الأوروبي في الفترة من 1998 إلى 2000. بدأت مشاركتها في البحوث القطبية في عام 2007 ، عندما بدأت العمل في معهد ألفريد فيغنر في بريمرهافن.

## عملها
تم تعيين لوشت مديرة لمعهد ألفريد فيجنر في عام 2007. ركزت لوشت في أبحاثها على التفاعلات بين دورات المغذيات في المحيطات والمناخ. كانت نائبة رئيس الأبحاث الميدانية للأرض والبيئة لرابطة هيلمهولتز.

## الجوائز والتكريمات
تعتبر لوشت عضوة في العديد من المجالس الوطنية والدولية واللجان العلمية ومنظمات تمويل الأبحاث. وكانت عضوة في المجلس العلمي الألماني، الذي يقدم المشورة للحكومة الفيدرالية الألمانية ولاندر الحكومية، ولتطوير الجامعات والعلوم والأبحاث، كما ترأس لوشت اللجنة العلمية في ولاية سكسونيا السفلى. وهي أيضا مندوبة اللجنة العلمية لأبحاث القطب الجنوبي ورئيسة مجلس محافظي جامعة جاكوبس بريمن. وهي عضوة في المجلس الاستشاري لدائرة القطب الشمالي.

## وصلات خارجية
- Karin Lochte profile - on academia-net.org
- Curriculum Vitae - German language